# Andrej Fuchs
Andrej Fuchs (* 25. Juni 1966 in Ust-Kamenogorsk, Kasachische SSR, Sowjetunion) ist ein ehemaliger deutsch-kasachischer Eishockeyspieler und Eishockeytrainer.

## Karriere
Andrej Fuchs begann seine Karriere 1986 in der zweiten sowjetischen Liga bei Torpedo Ust-Kamenogorsk, wo er bis 1990 mit einer kurzen Unterbrechung spielte. 1991 wechselte er gemeinsam mit seinem Bruder Boris Fuchs zum EC Ratingen, wo er bis 1997 unter Vertrag stand. Danach wurde er für zwei Spielzeiten von den Moskitos Essen verpflichtet. Weitere Stationen waren ES Weißwasser, Neusser EV und Herner EV.
Im Anschluss an seine erfolgreiche Spielerkarriere wurde er 2008 vom Neusser EV zunächst als Spielertrainer, später als Head Coach für die erste Mannschaft verpflichtet. Dieser Aufgabe blieb er bis auf eine kurze Unterbrechung insgesamt neun Jahre treu. Im November 2017 wurde er von seiner Aufgabe im gegenseitigen Einvernehmen mit dem Vorstand entbunden.
Seit der Saison 2019/2020 trainiert er die Ratinger Ice Aliens.